# Kord
KORD este o trupă românească formată din Ștefan și Cătălina în 2003. Stilul abordat este pop-dance. Prima piesă cunoscută și intrată în RT100 la sfârșitul anului 2005 după doar 4 săptămâni de la lansare a fost piesa Lângă mine.

## Membrii
- Ștefan Corbu: cântăreț, compozitor, orchestrator, textier (n. 11 ianuarie, București)
- Cătălina Lumperdean: cântăreață, textier (n. 6 iulie, Miercurea-Ciuc)

## Istoria formației
În 2003 Cătălina și Ștefan au hotărât să pună împreună bazele trupei Kord în București. Cei doi s-au cunoscut prin intermediul unui prieten comun, iar în scurt timp, datorită pasiunii comune pentru muzică și a faptului ca au devenit foarte buni prieteni, au inființat Kord. În 2005, Kord a lansat prima piesă produsă în regim propriu, cu text, muzica și orchestrație aparținând în totalitate Kord . De asemenea piesa Lânga mine s-a aflat și în topurile mai multor radiouri precum Radio Total, Radio România Actualități, Radio București, Radio Horion, Radio Iași. În ianuarie 2006 Kord acordă primul interviu pe parcursul a 30 de minute în matinalul de la Radio Total. În urma acestuia sunt invitați apoi și la alte radiouri precum Radio3Net, Sk Radio, Radio Lynx. 
Pentru website-ul oficial cat si pentru coperta albumului ce urmeaza a fi lansat, Kord face o sedinta foto cu Cristi Rosca . 
În ianuarie 2007 Kord lansează website-ul oficial . 
Printre aparițiile tv se numară cea de la emisiunea Dis-de-seara pe TVR1, la matinalul cu Razvan și Dani de la Național TV , la Teo în emisiunea de la Romantica . 
Pe 15 noiembrie 2007 Kord lansează la Teo  în cadrul emisiunii Teoviziunea pe postul Romantica, videoclipul noului single numit Visează.
Pe 02.09 2008 cei de la Kord lanseaza la Antena 1 in cadrul matinalului Neatza cu Razvan si Dani o noua piesa numita YOUR LIFE.
In 2009 cei de la KORD incep o serie de remixuri ale unor hituri deja celebre, precum: HOT N COLD a binecunoscutei KATY PERRY, DON'T BREAK MY HEART a binecunoscutei  NICOLA  si mai noul single de pe albumul "Thank you" apartinand tot Nicolei, MY LOVE 
Din aprilie 2009 remixul piesei HOT N COLD facut de KORD incepe a fi difuzat la mai multe radiouri din Statele Unite. 
In 2011 cei de la KORD lanseaza o noua piesa numita "NO TIC, NO TAC". In scurt timp de la lansare, piesa intra pe radio-urile din tara cat si din strainatate si are un feedback foarte bun. 
Tot in anul 2011, de data aceasta in calitate de producatori, KORD colaboreaza din nou cu  NICOLA pentru noul single "Meant 2 be mine" semnat de Steve Crow , single ce obține un feedback foarte bun, ajungând în playlist-urile mai multor radio-uri de peste hotare.   
Urmeaza o serie de colaborari, tot in calitate de producatori ai pieselor artistei Nicola, piese precum Good morning (my) Facebook friend , TE IUBESC.
In anul 2019 KORD face parte din lineup-ul Festivalului Afterhills, ediția a treia, unde sustin un concert in cadrul festivalului, alaturi de nume mari internationale precum  Rita Ora, Don Diablo, Quintino, Sam Feldt, Morcheeba, Gareth Emery, Mahmut Orhan, dar si artisti romani precum Carla’s Dreams, Feli, Manuel Riva, Spike, Satra B.E.N.Z., Guess Who.  
In anul ce urmeaza, in 2020, KORD lanseaza o noua piesa denumita It Feels Like in Heaven, piesa ce capteaza atentia publicului pe serviciile de streaming, obtinand cateva zecii de mii de plays-uri in doar primele saptamani de la lansare. 
In anul 2022, KORD lanseaza single-ul IFLIH   care este un acronim al titlului piesei It Feels Like in Heaven, piesa intra pentru cateva saptamani in TOP 50 USA Spotify, si care de altfel se bucura si de un videoclip produs in intregime de KORD. 
Astfel intrand in vizorul auditorului platitor de abonamente de streaming online (Spotify, Music Apple, Amazon Music, Tidal, Pandora, etc.), KORD incepe un lung sir de lansari de piese pe site-urile de streaming audio, piese ce se bucura de succes in mediul online, iar in septembrie 2023 lanseaza primul lor album denumit ENjoy the Music, album ce reuseste sa adune in doar doua luni de la lansare peste jumatate de milion de auditii (plays). 